# جير يوهانسن (لاعب كرة قدم)
جير يوهانسن (بالنرويجية البوكمول: Geir Johansen)‏ هو لاعب كرة قدم نرويجي في مركز الدفاع، ولد في 21 أبريل 1968 في Rygge ‏ في النرويج. لعب مع نادي فريدريكستاد.